# Yūji Iwahara
Yūji Iwahara (岩原 裕二 Iwahara Yūji?) es un mangaka japonés más conocido por su trabajo llamado King of Thorn y Chikyu Misaki. En el año 2006, Iwahara creó el manga Gakuen Sōsei: Nekoten!. En el 2007, Iwahara se enfocó principalmente en diseñar series de anime como Darker than Black: Kuro no Keiyakusha.

## Trabajos
- Koudelka (1999)
- Ookami no Dou (2001)
- Chikyuu Misaki (2001)
- King of Thorn (2002)
- Wreckage X (2004)
- Cat Paradise (2006)
- Dimension W (2011)

- Datos: Q610576